# ألان فورد (لاعب كرة قدم كندية)
ألان فورد (بالإنجليزية: Alan Ford)‏ هو لاعب كرة قدم كندية أمريكي، ولد في 2 يوليو 1943 في ساسكاتون في كندا.